# 趙經
趙經（1462年—？），字天常，直隸松江府華亭縣人，民籍，明朝政治人物。

## 生平
弘治五年（1492年）壬子科應天府鄉試第十五名舉人。弘治九年（1496年）中式丙辰科會試第五十五名，三甲第一百二十三名進士。

## 家族
曾祖趙文通；祖父趙士賢；父趙璧，母李氏。严侍下。